# Mary welaýaty
Mary welaýaty (früher russisch Марыйская область Maryjskaja oblast) ist eine der fünf Provinzen Turkmenistans.
Die Provinz liegt im Südosten des Landes und grenzt im Südosten und Süden an Afghanistan. Den Süden der Provinz durchfließt der Fluss Murgab, der in der Wüste Karakum versickert, auch der Karakumkanal durchquert die Provinz.
Die Fläche beträgt 87.150 km², die Einwohnerzahl (2005) rund 1.480.000, somit ergibt sich eine Bevölkerungsdichte von rund 17 Einwohnern/km².
Die Hauptstadt der Provinz ist Mary, die unweit der bekannten Ruinenstadt Merw liegt; andere größere Städte sind Baýramaly und Ýolöten. Von touristischer und historischer Bedeutung sind neben den Ruinen von Merw auch Spuren einer buddhistischen Besiedlung der Region, unter anderem in Gonur Depe und Ýekedeşik.